# Montour (Iowa)
Montour – miasto w Stanach Zjednoczonych, w stanie Iowa, w hrabstwie Tama. Zgodnie ze spisem statystycznym z 2000 roku, miasto liczyło 285 mieszkańców.